# Malatestino Novello Malatesta
Malatestino Novello Malatesta († Fossombrone, 1335) fou un condottiero italià, fill de Ferrandino Malatesta.
El 1324 fou armat cavaller pel seu pare i fou podestà de Cesena, on va vèncer Claudio degli Artichini, qui intentà apoderar-se de la ciutat. En 1325 va ser escollit pels bolonyesos per la seva experiència en armes, com a capità general, per resistir Passerino de Buonaccolsi, qui havia estat foragitat de Bolonya i al capdavant dels gibel·lins de Mòdena amenaçava amb prendre la ciutat per al domini de l'Església. Després de saquejar el territori enemic va lluitar en la batalla de Zappolino, però va ser totalment derrotat i fet presoner. Traslladat a Mòdena, aviat va recuperar la seva llibertat, però va caure en el parany que li va parar pel seu cosí Ramberto i va ser tancat al castell de Sant'Arcangelo. Alliberat pels mateixos habitants, va lluitar contra el traïdor i va assetjar la fortalesa de Castiglione.
Va haver de lluitar contra el cardenal Bertrand du Pouget, qui pretenia el lliurament de Rímini, però només va aconseguir Mondaino, per ordre del seu pare.
Va servir a l'Església en la guerra contra els Este, però en la batalla que va tenir el 13 de 1333 d'abril a les Borgo San Silvestro van ser fet presoner pel marquès Rinaldo d'Este. Posar en llibertat, va seguir al seu pare en els fets que van portar a la recompra de Rímini, però va ser traït pel seu cosí, empresonat a la fortalesa Gradara i després en el Fossombrone, on potser fou assassinat en 1335.
Es va casar amb Polentesia da Polenta, filla de Guido Novello de Polenta senyor de Ravenna, i va deixar tres fills: Ferrandino Novello Malatesta, Guiu Malatesta (assassinat amb el pare a la presó de Fossombrone el 1335) i Anna (casada amb Ubertino I de Carrara senyor de Pàdua).